# ブルーノ・タウト

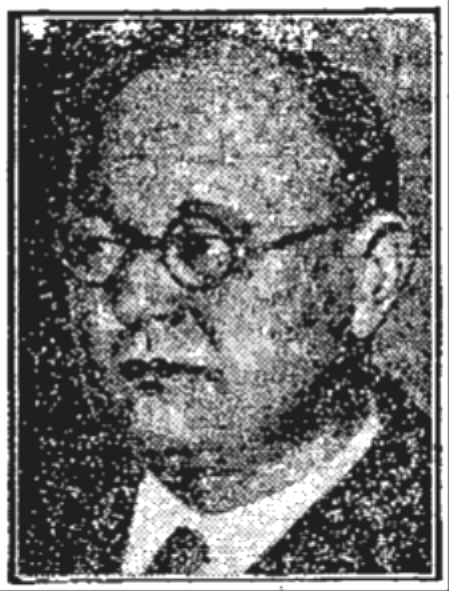
『リューベック・フォルクスボーテ』誌1932年1月28日号より

ブルーノ・タウト（Bruno Julius Florian Taut、1880年5月4日 - 1938年12月24日）は、東プロイセン・ケーニヒスベルク生まれの建築家、都市計画家。鉄の記念塔（1913年）、ガラスの家（1914年）が評価され、表現主義の建築家として知られる。
1933年、ナチスの迫害から逃れるため上野伊三郎率いる日本インターナショナル建築会の招聘で来日し3年半滞在したが建築設計の仕事を得られなかったことから、トルコ政府の招きにより転地し、1938年にトルコで没した。

## 生涯

### 修業時代

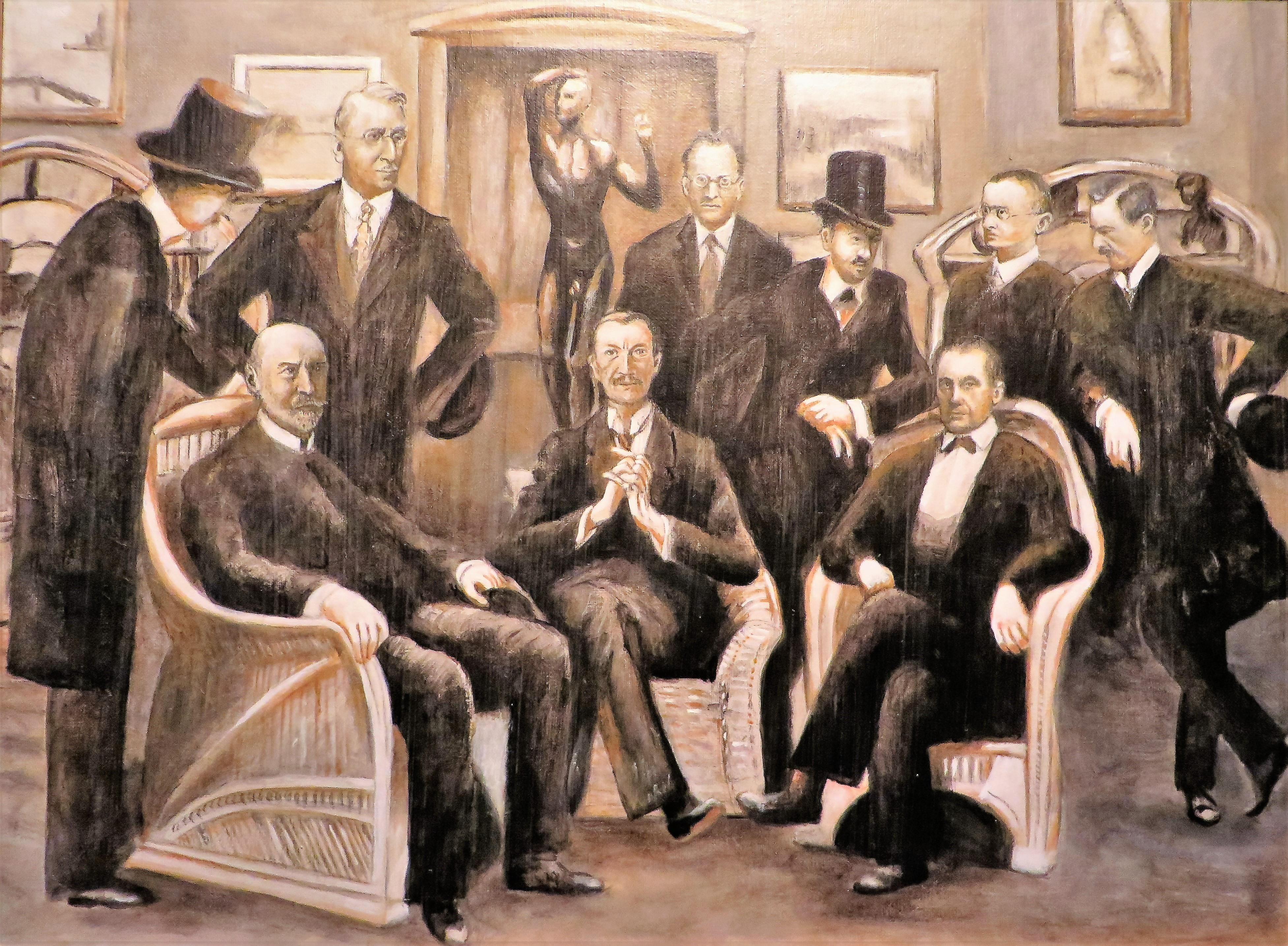
アールヌーボー様式の建築家を描いた絵画、後列右から2番目がブルーノ・タウト。

父ユリウス・ヨーゼフ・タウト、母ヘンリーテ・アウグステ・ベルタ・タウトの第三子として1880年5月4日ケーニヒスベルク生まれる。1897年クナイプホーフ・ギムナジウム卒業後、ケーニヒスベルクの建設会社グートツァイト入社、2年間、石積み・レンガ工事などの壁体構造の仕事の見習いとして働いた。父親の商売が失敗したことから、大学の授業料を稼ぐ必要があったので、20歳の時にケーニヒスベルクの国立建築工学校に入学した後も建築現場で見習いとして働きながら得た金を学資にして1902年に卒業。
卒業後、ハンブルク、ベルリン、シュトゥットガルトなどで修業を積み、1903年にベルリンの建築事務所ブルーノ・メーリンクに就職した。1904年から1908年までの間、シュトゥットガルト工科大学教授だったテオドール・フィッシャーの下で建築理論と実務を本格的に学んだ。1908年からは、ベルリンのシャルロッテンブルク工科大学のテオドール・ゲッケ教授の授業を受け、ベルリンのハインツ・ラッセン教授の設計事務所で働いた。

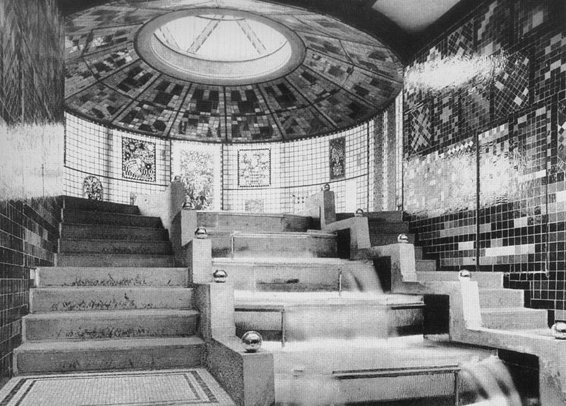
グラスハウスの内装

1909年、同僚のフランツ・ホフマンと設計事務所を設立・開業、1912年には弟のマックス・タウトもメンバーに入った。1910年、タウトはドイツ工作連盟に参加した。1913年には、ライプツィヒで開催された国際建築博覧会で「鉄の記念塔」を作り、1914年にはケルンで行われたドイツ工作連盟の展覧会に「ガラスの家」を出展、これら2作品によってタウトは名を広く知られるようになった。「鉄の記念塔」、「ガラス・パヴィリオン（グラスハウス）」は表現主義の代表的な作品とされる。この頃設計した、田園都市ファルケンベルクの住宅群(1913-1916年)はベルリンのモダニズム集合住宅群の1部として世界遺産に登録されている。

### 結婚・同棲
1904年頃、ベルリンから北東に50kmの場所にあるコリーンという村に滞在し　ヘドヴィック・ヴォルガスト（鍛冶屋であるヴォルガスト家の娘,三女）と出会い、1906年に結婚した。
1907年に長男ハインリヒ、翌年に長女エリザベートが生まれたが、ヘドヴィックは体調を崩したため、ハインリヒはヘドヴィックの母親の家に、その後はタウトの弟マックス・タウトの家に引き取られた。長女同様にマックスの家に引き取られ、2人とも養子同様にして育てられた。この頃から、夫婦間に亀裂が生まれ出した。　1916年には、職場の部下だったエリカ・ヴィッティッヒと恋愛関係になり同棲するようになった。1918年10月にはエリカとの間に娘のクラリッサをもうけたが、ヘドヴィックに頼んでクラリッサを自分の子として入籍させている。

### アルプス建築・色彩宣言
1916年コンスタンチノープル（現イスタンブール)に渡り、ドイツ・トルコ友好会館の建設に携わった。この時ミマール・シナン建築のモスクに強く惹かれるようになった。
1918年に起草、翌1919年に出版した画帖『アルプス建築』は、アルプス山中にクリスタルの建築を建設するという当時実現不可能なイメージ図で、ニーチェの『ツァラトゥストラはこう語った』の下山のシーンから影響を受けていることが知られている。同年、モスクワに入って仕事をした。これ以後、断続的に続いた旧ソ連での仕事が　ナチスから睨まれる原因になった。
1921年から1924年まで、マクデブルク市の建築課に勤務し「色彩宣言」を発表、建築物はすべて色彩を持たねばならないと主張して、マクデブルク市庁舎やオットーリヒター通りの集合住宅に彩色を施した。さらにこのマクデブルク時代に『曙光』『都市の解体』を出版、特に後者は世界的にも広く読まれ、日本でも分離派の建築家に好んで読まれた。

### ジードルング
1924年にベルリンに戻り、住宅供給公社ゲハークの主任建築家になった。
当時、ドイツは第一次世界大戦で敗戦国となり、様々な工業製品を作ることで賠償金を支払っていた。このため労働者は劣悪な環境下で働いており、ベルリンの労働者住宅は監獄のようであった。タウトは主任建築家として労働者の健康を考慮したジードルング建設に注力し、1924年から1932年までの間に1万2千戸の設計を行った。1924年から携わったブリッツのジードルングで国際的な評価を受けた。

#### 世界文化遺産
シラーパークのジードルング（1924年 - 1930年）、ベルリン市ブリッツの馬蹄形住宅（1925年 - 1930年）とカール・レギーンの住宅都市(1928-1930年) は、ベルリンのモダニズム集合住宅群の1部として2008年に世界遺産（文化遺産）に登録されている。
1930年、ベルリンの母校のシャルロッテンブルク工科大学（現：ベルリン工科大学）の客員教授に就任した。

### ドイツとの決別

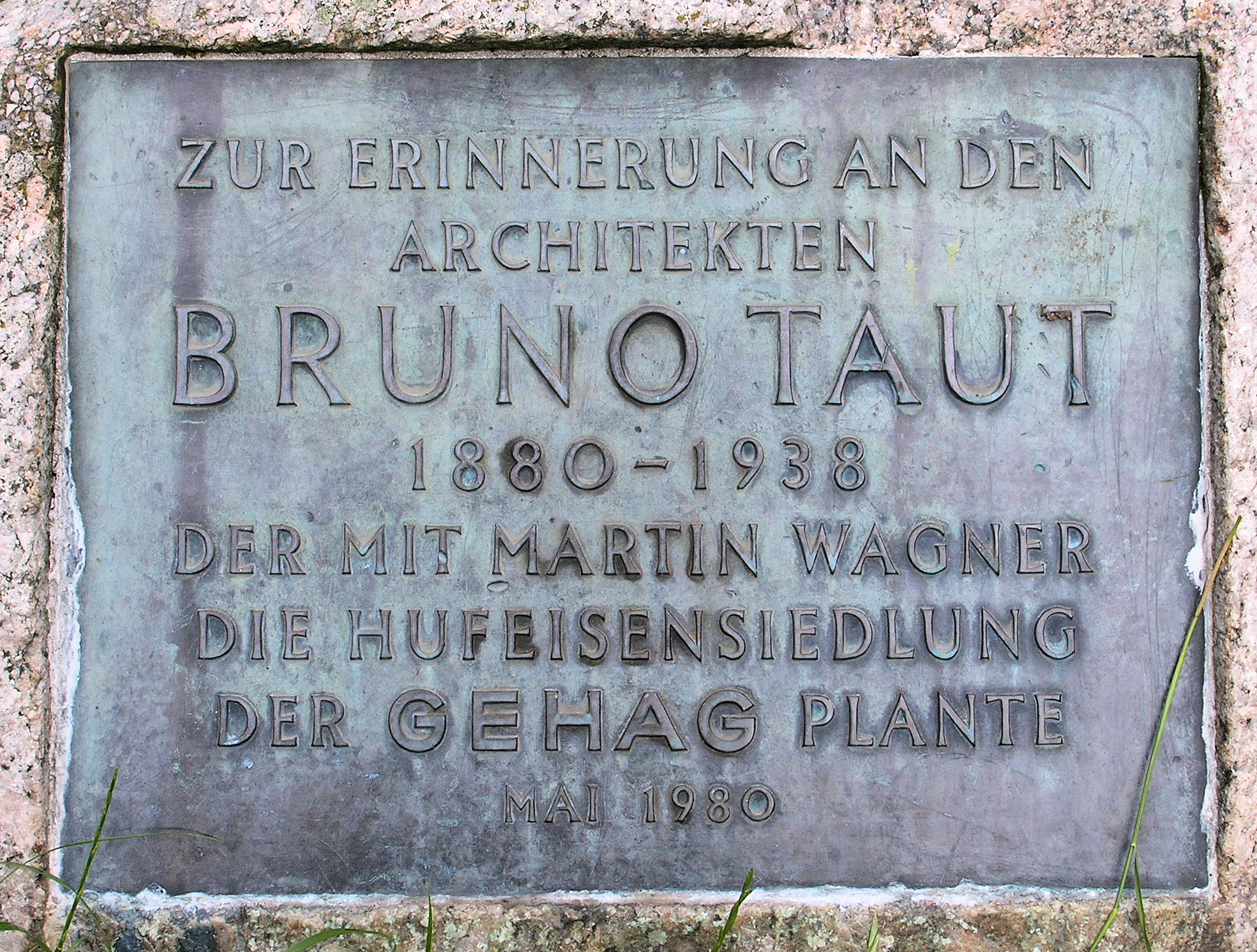
Fritz-Reuter-Allee 46に位置する記念プレート、座標

リベラルな政治信条を持っていたタウトは、ナチスが政権を獲得すると、ドイツを離れた。タウトは、1933年にソ連で活動した。1933年4月には、モスクワ市の建築局、都市計画局の主管としてホテル、火葬場などの建築計画に従事しているはずだったが、市当局との意見調整に失敗して計画は実現しなかった。モスクワ市との契約を解除して同年2月にドイツに帰国した。
前月の1月30日にはヒトラー内閣が誕生しており、以前から社会主義的傾向のある建築家として知られたソビエト連邦から帰国したことは、政権から危険視される原因になった。
1933年3月1日（総選挙の4日前）、タウトはベルリンを離れて、パリへ逃亡した。彼はスイスへ向かい、ベルンの日本公使館で旅券を発行してもらった。タウトは「日本インターナショナル建築会」の海外客員の1人で、前年の1932年夏に同会から招待状を送られていたので、旅行先として日本を選んだのである。
彼は黒海を経由して、汽車でモスクワ入りした後、シベリア鉄道でウラジオストックまでたどり着いた。その後4月30日に同地を離れ日本海を渡り、5月3日に敦賀に到着した。来日に際して、妻のヘドヴィックや子供たちはドイツに残して、秘書のエリカを同伴させた。

### 日本滞在
敦賀では、「日本インターナショナル建築会」の上野伊三郎らがタウトを出迎えた。来日前に手はずを整え、来日翌日の5月4日には桂離宮に案内して観覧させ、離宮の美しさを称賛した。早く拝観させた理由は、タウトが、毎年、誕生日にはその土地の最もよい建築を見ることにしているので日本の最もよい建築を見たい、と言っており、それに合わせて桂離宮を見せたのだと上野が言っていたという伝聞が残されている。
5月21日、斎藤寅郎の案内で日光東照宮に出かけ、過剰な装飾を嫌い日記には「建築の堕落だ」とまで書いて罵倒した。後に桂離宮や伊勢神宮を皇室芸術と呼んで持ち上げ、東照宮を将軍芸術と呼んで嫌悪する。
5月26日、上野の母校早稲田大学建築学科教室を案内、タウトを同大学の講師に迎え入れようと交渉したらしいが、不首尾に終わった。上野は、修学院離宮、平安神宮、比叡山、琵琶湖、祇園、伊勢神宮も案内、滞日中のタウトの面倒を見た人物で、滞在費捻出に骨を折った。7月9日から17日まで6日間にわたって東京帝国大学で、講義を行った。ただ、講義に集まってきたのは大半が学生で、一般人は聞きに来なかったので、タウトは幻滅したようである。
来日後、京都の呉服商（京都大丸の当主）下村正太郎の客人としてしばらく滞在、、11月10日からは、仙台の商工省工芸指導所（現在の産業技術総合研究所の前身の1つ）の嘱託として赴任、1936年10月まで滞在、仙台や高崎で工芸の指導や、日本建築に関する文章（『ニッポン ヨーロッパ人の眼で見た』『日本美の再発見』『日本文化私観』『日本 タウトの日記』など）を書いた。『ニッポン ヨーロッパ人の眼で見た』（1933年6月に起稿、同年7月に脱稿、1934年5月に明治書房から出版、翻訳者は平居均）と『日本文化私観』だけがタウト滞日中に翻訳・発表された文章である。残りの文章は全てタウトの死後に翻訳・出版された。『ニッポン』はタウトが来日直後の日本に関する印象をまとめた口述筆記による本で、この中で桂離宮を激賞したことが以後の「桂離宮ブーム」を引き起こしたことで知られる。出版して間もなく日本図書館協会の推薦図書に、その後は文部省選定の優良図書に指定されている。
1934年8月1日、高崎へ移住し井上工業研究所顧問として、井上工業の工芸製品デザイン、製作指導を行うようになった。これは、久米権九郎が井上房一郎にタウトを紹介したことが縁で決まったことである。高崎に移って以降約2年間を少林山達磨寺にある洗心亭でエリカと共に過ごした。

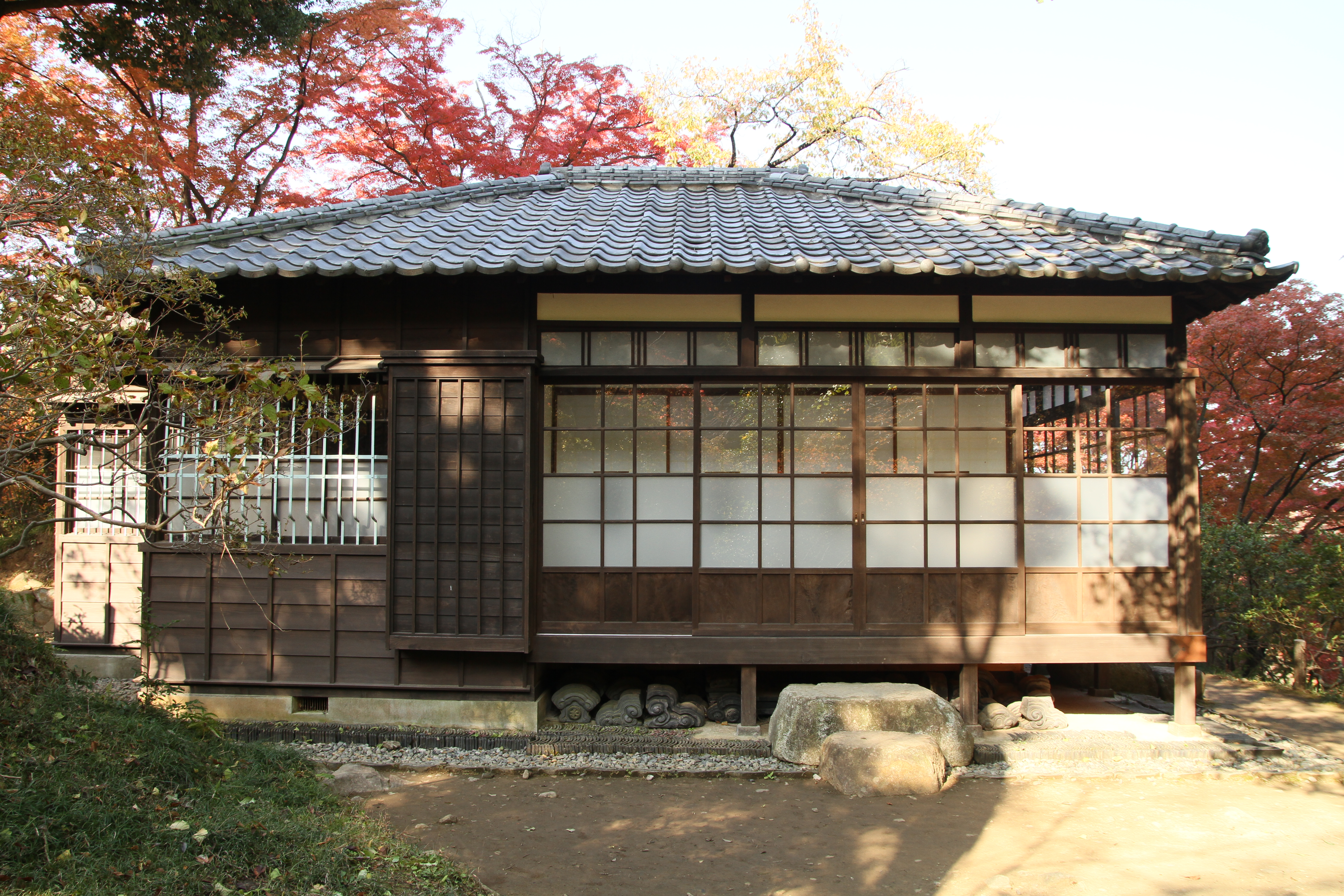
少林山達磨寺洗心亭

ここでの生活を大変気に入ったようである。井上工業研究所では、水原徳言が共同制作者として協力した。水原はタウトの日本における唯一の弟子だと言われている。井上工業研究所では、家具、竹、和紙、漆器など日本の素材を生かし、モダンな作品を発表した。井上が1935年に東京・銀座と軽井沢に開店した工芸品の店「ミラテス」で販売を始め、東京・日本橋の丸善本店および大阪の大丸にて「ブルーノ・タウト氏指導小工芸品展覧会」を開催した。例えば、高崎で細々と生産が続く工芸「竹皮編」は、竹皮を使った草履表（南部表）の職人に対して、近代化が進んでいた当時の日本に合うような新しい用途の製品を作るよう、デザインなどを指導したという。
建築での仕事に恵まれなかったことを不満に思い、日記で、日本での生活は「建築家の休日」であると自嘲している。例外が、日向利兵衛の別邸の地下室部分（国重要文化財）である。設計依頼の計画は何度か持ち上がったが実現まではいかなかった。1935年3月5日、大倉和親邸の設計を任された久米権九郎を手伝う話があったが、スケッチが「日本的でありすぎ」たことに失望され、その後、依頼人はあらわれなかった。建築設計では実りがなかった一方で建築理論の構築に勤しみ、桂離宮を評価した本を著したり、日向利兵衛別邸でインテリアデザインを行ったりもした。地方へも何度か旅行をしているが特高に尾行されたこともある。名所だけでなく、貧民窟を見たこともある。1935年に入ると、日本での生活の将来に不安を覚えるようになりだした。

### トルコ時代

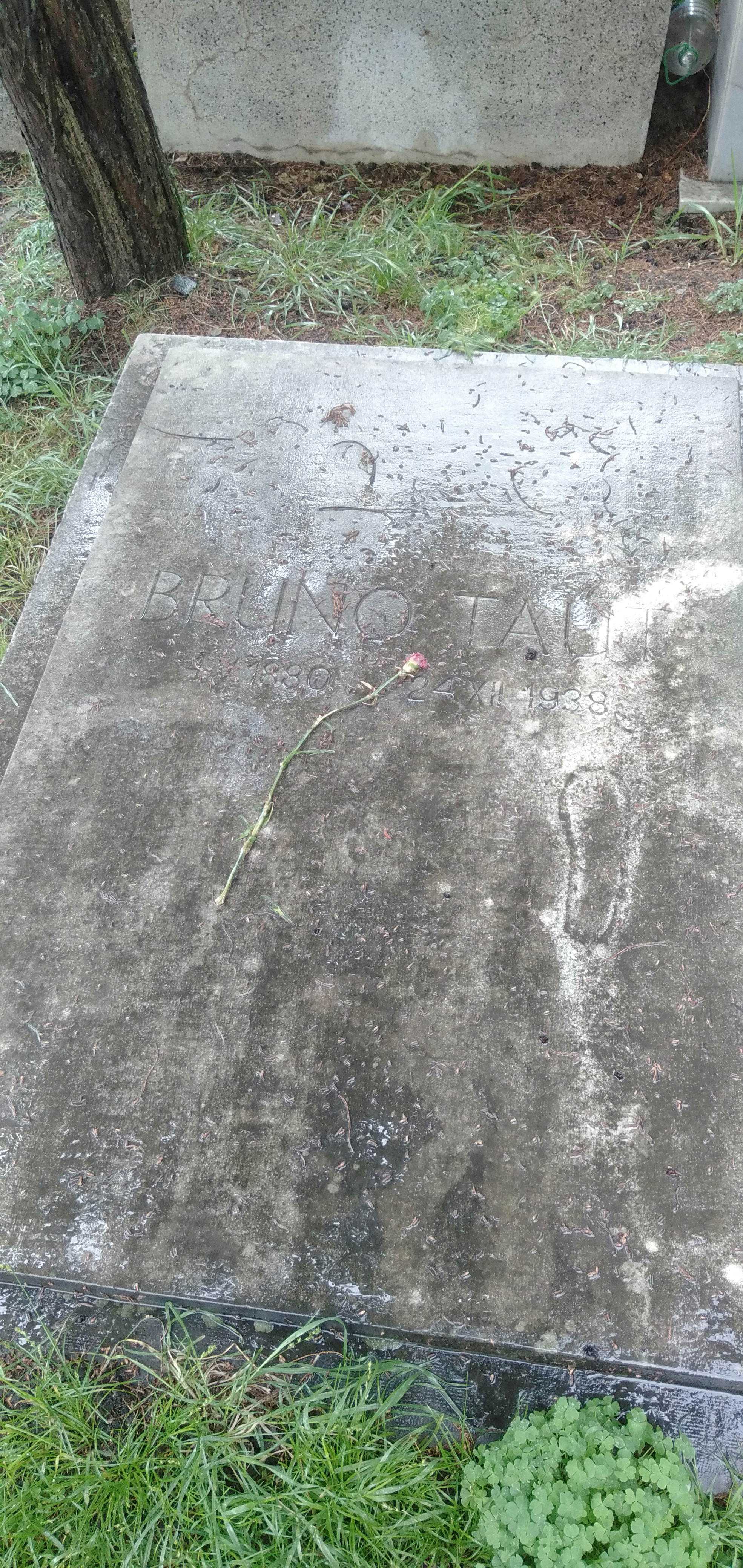
ブルーノ・タウトの墓

1936年9月11日、トルコからイスタンブール芸術アカデミー（現ミマール・シナン大学）の教授招聘の手紙が届いた。当時のトルコは大統領ケマル・アタテュルクの独裁的指導の下で近代化を目指していた。
この話を持ってきたのは、トルコにいた建築家マルティン・ヴァグナーである。ヴァグナーはタウトの盟友で、ドイツ社会党に所属していたことからナチス政権に睨まれたため、1933年にトルコに亡命していた。当初は、ハンス・ペルツィヒが候補者としてあがっていたが、ペルツィヒが急死したので代わってタウトに白羽の矢がたった。
日本での将来に不安を抱いていたことや、親友の上野から、日本にいても建築家としての仕事は期待できないのでトルコへ行ってそこで建築の仕事をしたほうがよい、との助言もあってか、タウトは10月8日洗心亭を発ち、10月11日の夜東京で友人たちが告別会を開いたのち、10月15日夜、下関から関釜連絡船でエリカと共に日本を去った。その後　北京に10日ほど滞在後、11月11日、シベリア鉄道経由でイスタンブールに到着した。
トルコでは建築家として非常に多忙だった。そのため日記をほとんど書いておらず、トルコでの行動や考えはよくわかっていない。
アタチュルク大統領の信用が厚く、アンカラの文部省建築局首席建築家を任された。ただ、その分他の建築家から妬まれた面もあったらしい。トルコ滞在中水野徳言に手紙を出し、トルコに来るようにと言っているが、水野はその話を断った。トルコで設計した建築物には、アンカラ大学文学部など教育機関建築の設計、イスタンブール郊外の自宅などがあり現存している。自宅の完成間近にタウトは亡くなってしまう。1938年から健康状態が優れないことが多くなり、アタチュルク大統領（1938年11月10日）葬儀の演出を任されていた頃には状態はよくなかったらしい。
1938年12月24日、心臓疾患で病没、最後の仕事は彼自身の死の直前に死去したアタテュルク大統領の祭壇だった。翌25日に告別式が行われたあと、エディルネ門国葬墓地に埋葬された。死後、デスマスク、タウトの所有物はすべてエリカが日本へ持ち出し洗心亭に預けており、トルコ国内にタウト関連の資料は残されていない。

## タウトを巡る誤解

### ユダヤ人・亡命
日本滞在中、ユダヤ人（あるいはユダヤ系ドイツ）であるからアドルフ・ヒトラー政権に迫害されて亡命したのだと盛んに噂されて、辟易していたらしい。実際はユダヤ人ではなく、13世紀から続くドイツ人の家系図があるのだと、噂を否定するコメントを建築雑誌『国際建築』に、日本滞在中残している。弟のマックスが、兄がドイツを後にしてからもベルリンに住んでいたことも、ユダヤ人ではないことを裏付けている。
当時から、日本に亡命したと書く文章があふれているが、井上章一によると矛盾する事実が残されている。日記には、滞在中にドイツ大使館に出かけた（1936年10月12日）とか、日独協会から講演を依頼されてそれを引き受けたとか、亡命者とは考えられない行動をしている事実が書かれている。1935年3月1日にドイツのフランツ・ホフマン（タウトと共同の設計事務所を持っていた人物）からドイツ帰国を勧める手紙が届いているが　帰国しても自由がないと言って、この話を断っていることも1つの証拠になっている。

### 桂離宮の「発見者」
日記（1935年11月4日）に「私は桂離宮の『発見者』だと自負してよさそうだ」と書き残している。一般的にタウトが初めて桂離宮の真価を評価したと言われているが、事実とは異なっており、「伝説」でしかないと言える。タウトの著述に関してさまざまな誤解が広まっていることは否定できない。
事実と異なっている点は3つある。1つ目は、タウト以前にも桂離宮を高評価した日本人はそれなりの数に達していたという点である。2つ目は、観光案内書の紹介の大きさを見る限り、桂離宮の知名度はタウト来日以前から一般的に高かったと考えられる点である。3つ目は、専門家を越えて一般大衆レベルにまで桂離宮のモダニズム建築としての解釈が浸透したのは、タウト滞日中の1930年代中期、あるいはその多くの著書が翻訳されて出版された1940年代のことではなく、1960年代以降とかなり遅くなってからのことである。
タウト以前に桂離宮を評価する日本人が全く、あるいはほとんどいなかったということはなく、むしろ専門家の間ではかなり早くから高く評価されていた。ただ、評価していたのは建築家ではない。明治・大正時代、桂離宮を研究・評価したのはもっぱら庭園関係者と茶人だった
。庭園という観点からの桂離宮評価だったからか、この時代の建築家は桂離宮にはあまり興味を示さず、建築家の評価は低かった。
しかし、庭園関係者が桂離宮を絶賛していたのは確かである。
流れが変わったのは、昭和時代に入ってからである。例えば、1928年（昭和3年）5月には桂離宮の実測測量が始まっている。また、1920年代半ばから世界的にモダニズム建築が流行し、日本でもその流れに乗った建築家の1群が現れた。桂離宮は実際にはデザインに凝った建築であり、モダニズムからは遠い要素を多分に含んだ建物で、昭和以前は、そのように理解した論もそれなりに多かったものが、モダニズムが流行し始めると、モダニストたちは桂離宮を、モダニズム建築という点を強調し、モダニズムに合わない部分を無視して評価し始めるようになった。
一方、タウトは桂離宮を純粋なモダニズム建築としてから高評価したのではなく、それ以外の要素も多分に含まれていた。実際にタウト自身が、「「すべてすぐれた機能を持つものは、同時にその外観もまたすぐれている」という私の命題は、しばしば誤解された」と書いているように、タウトの桂離宮評価は、かなり誤解されて広まったと言える。
1929年、岸田日出刀は写真集『過去の構成』を著し、その中で桂離宮をモダニズム建築の観点から激賞した。『過去の構成』はモダニズム建築家や若い建築家の間で評判となった著書で、堀口捨巳、丹下健三らがその内容を誉めている。しかし、桂離宮の評判は専門家の狭い領域から出ることはなく、専門家集団の中で共有されただけだった。その点に関しては、タウトが専門家の領域を越えて、桂離宮の価値を広めた点は間違いがない。問題は、その広がった領域、広がり方の程度である。
滞日中、その著書が読まれた層は一般大衆ではなく、古美術や古建築を専門とした読書人、あるいは読書人を中心とした当時のインテリ層であり（例えば和辻哲郎のような建築を非専門とする人々）、社会全体からするとその数が多かったわけではない。タウトが喚起した桂離宮ブーム、桂離宮の「発見」というのはこうした読書界の人間の意識を変えた程度のもので、一般大衆までの広がりを持った再認識ではなかった。ただ、彼らは出版メディアに頻繁に登場したので、建築家よりも影響力が強かった。
タウトがこれらの読書人に大きな影響を与えたのには、いくつかの理由があったらしい。1つには、タウトが文章に腕の立つ建築家だったことがある。例えば堀口捨巳はタウトの文章力を評価している。また、日本主義・日本精神という言葉が流行したように、ナショナリズムの高揚していた1930年代にあって、日本文化を称揚する西洋人が現れた事は、彼らにとって心地よいことだったこともあるらしい。特にタウトが国際的に知名度のある西洋人だった点は大きかった。
もう1点は、タウトの日本文化称賛の論理が、ステレオタイプ化した日本文化論と同一のものとして理解された点にあったようである。タウトが日本文化を賞揚した文脈は、明治中期から既に日本国内で流通していた日本人論・日本文化論のステレオタイプ化した論理と必ずしも同じだったわけではなく、そこからのずれを多分に持っていたが、実際には、タウトは、ステレオタイプ化した日本人論・日本文化論を繰り返したものとして受容された。

## 作品

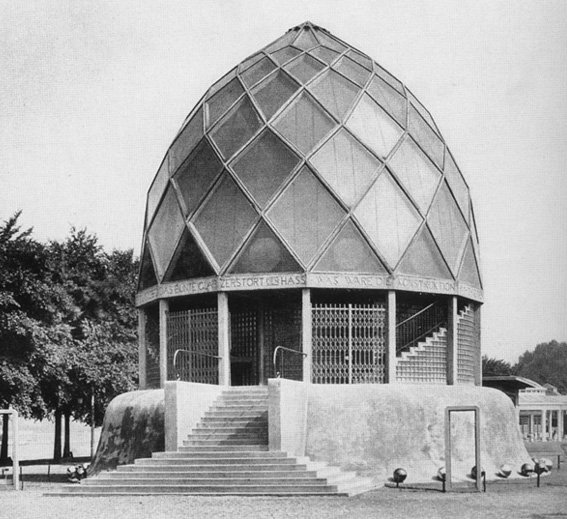
「ガラス・パヴィリオン（グラスハウス）」 1914年
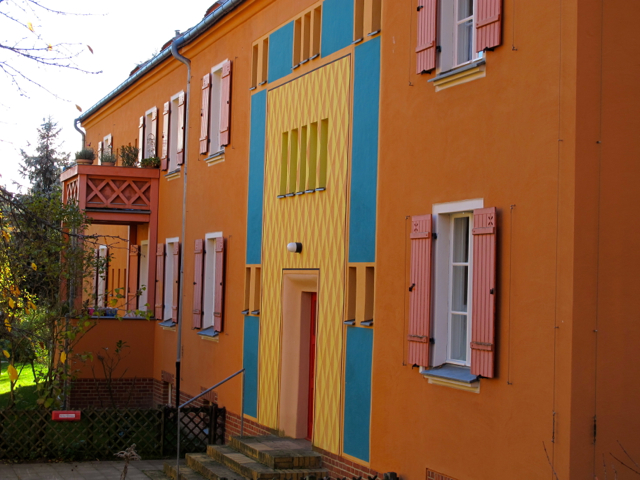
田園都市ファルケンベルクの住宅群 (1913年-1916年)
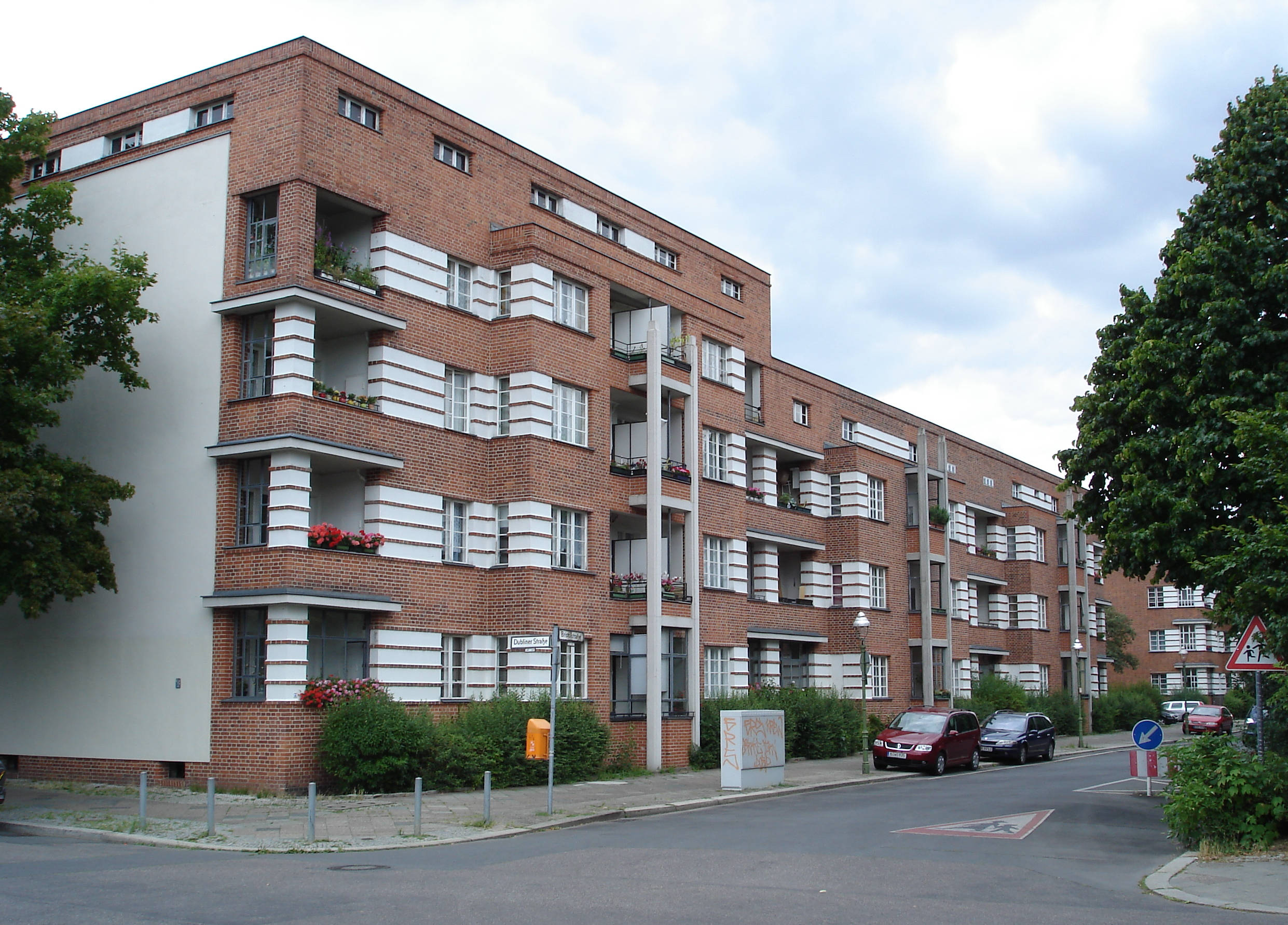
シラーパークのジードルング (1924年-1930年)
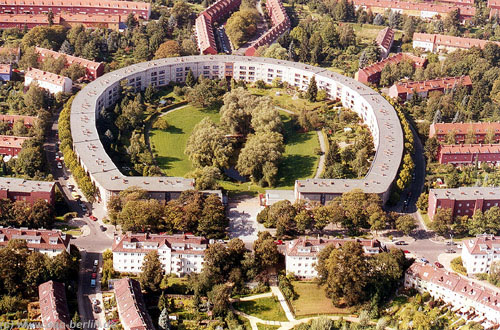
ベルリン市ブリッツの馬蹄形住宅 (1925年-1930年)
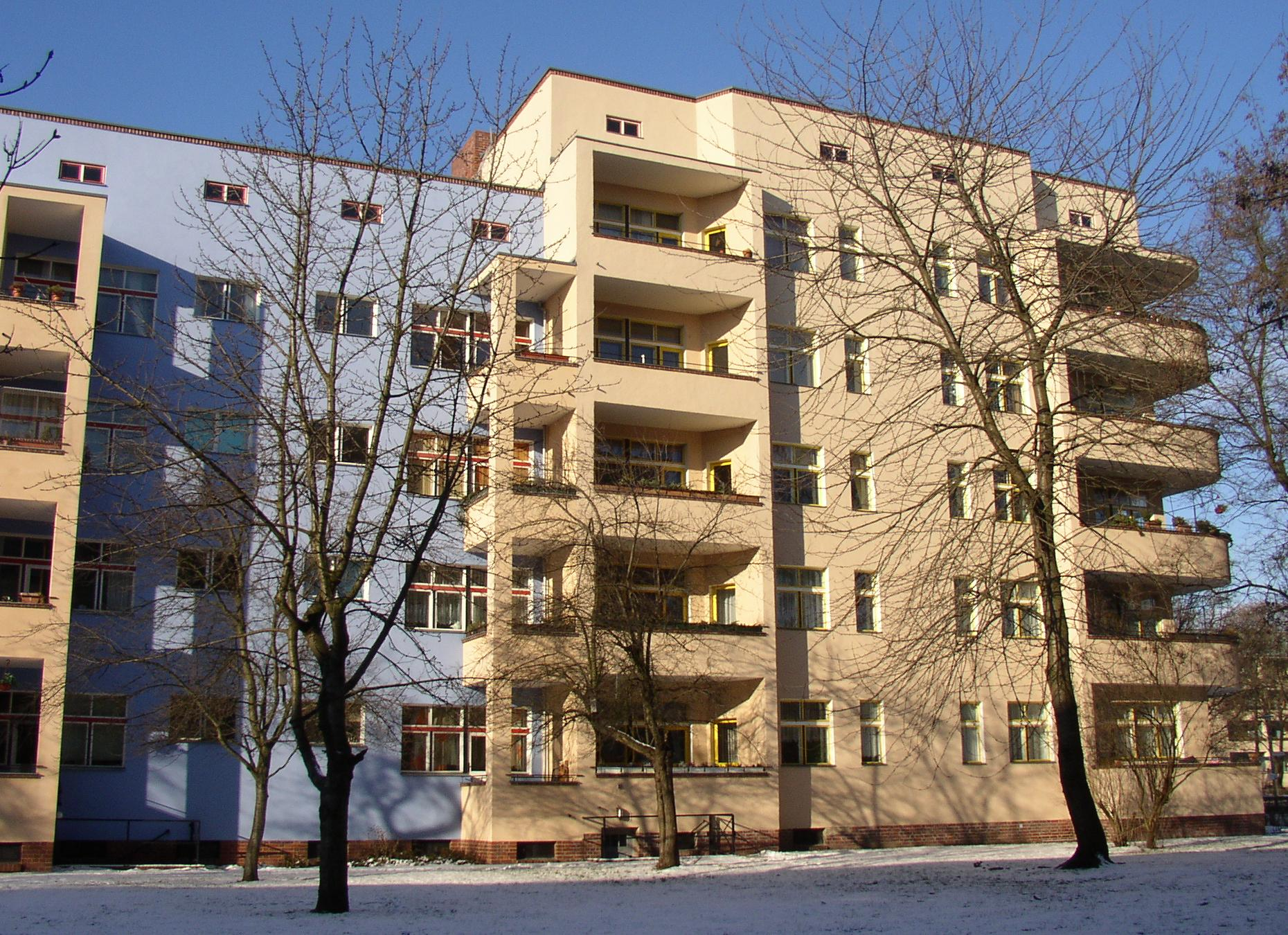
カール・レギーンの住宅都市 (1928年-1930年)
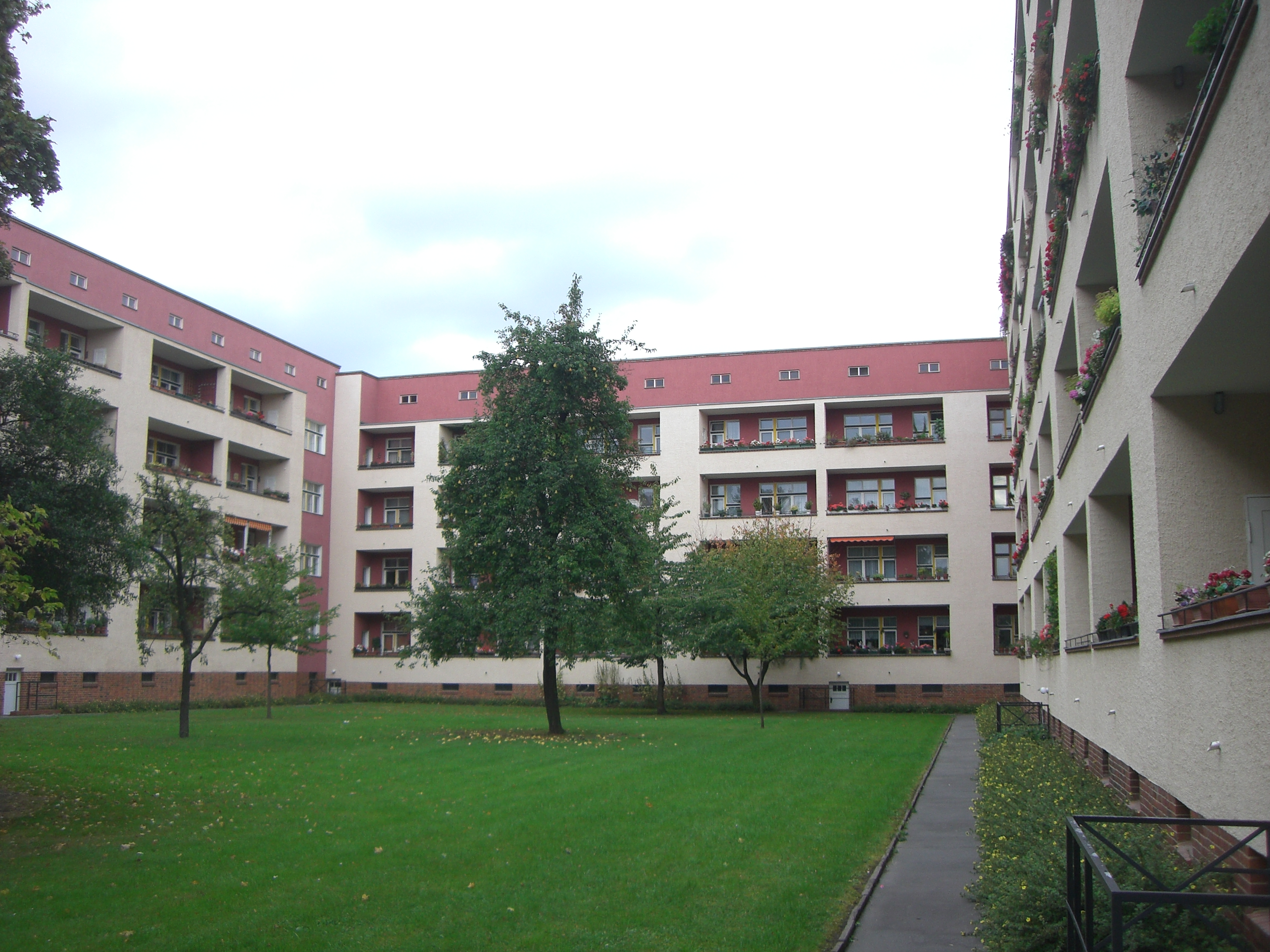
カール・レギーン集合住宅 (1928年-1930年)
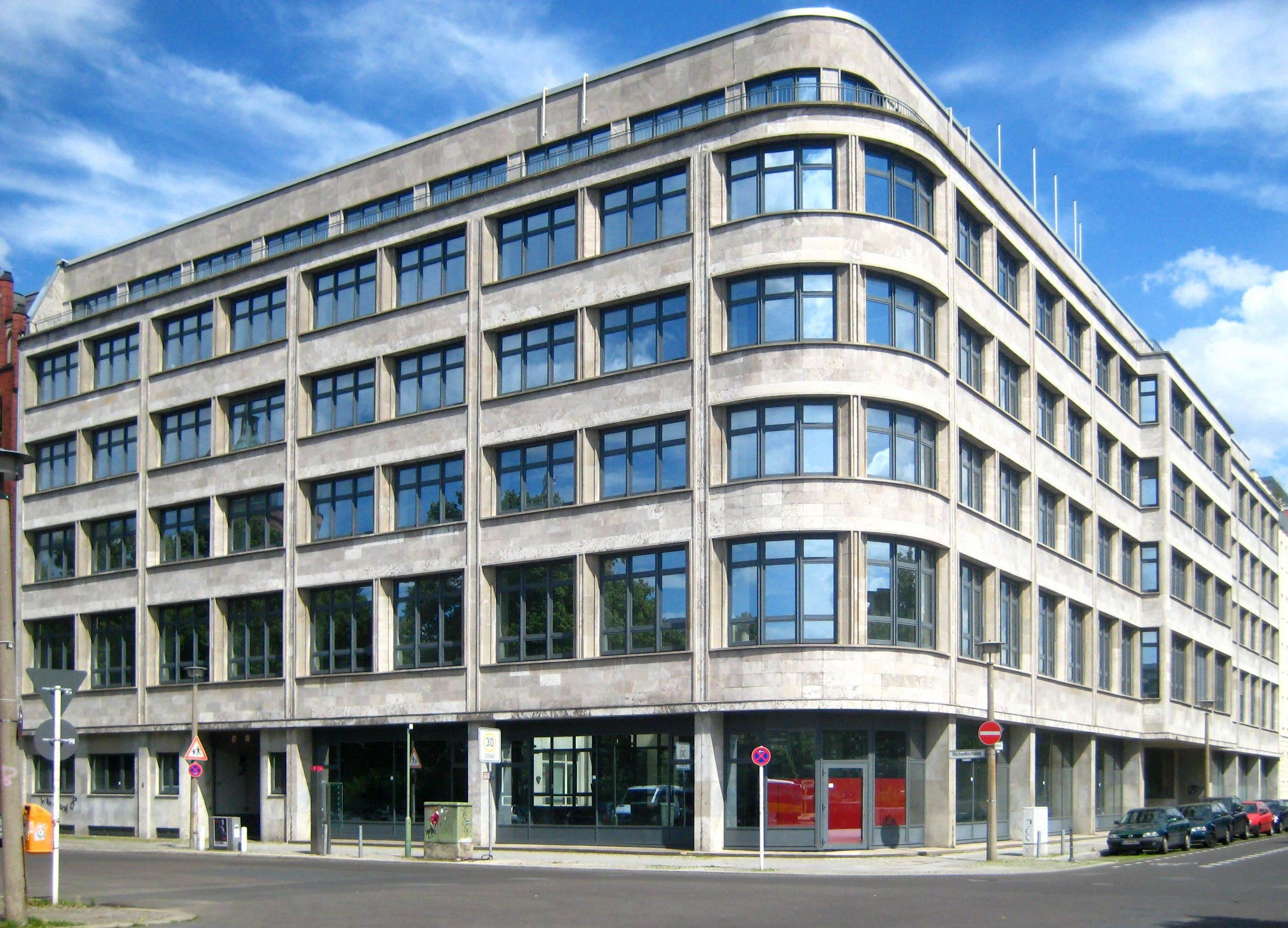
交通連盟ビル 1930年 マックス・タウトとの共同設計
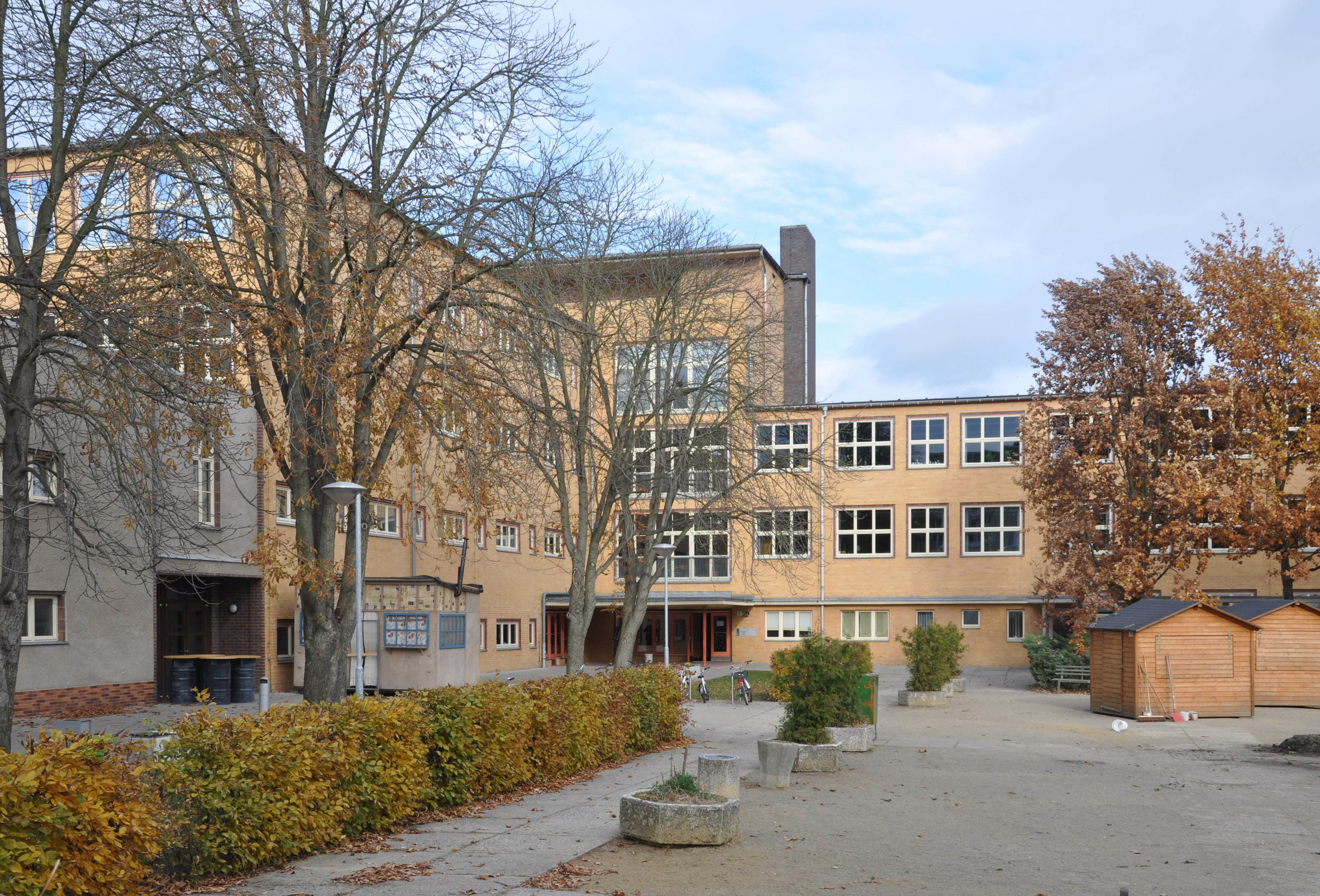
ヴァルター・ラーテナウ記念ギムナジウム 1932年
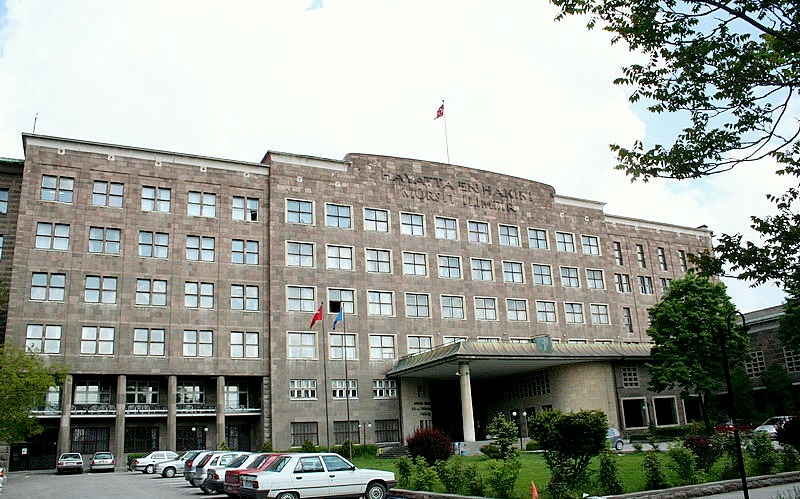
アンカラ大学人文・地歴学部棟 1937年

## 著書
- 篠田英雄訳 『日本の家屋と生活』 春秋社、新版2008年。スケッチも多数収録
  - 大判『日本の家屋と生活』 岩波書店、1966年、復刊1995年ほか
- 篠田英雄訳 『ニッポン ヨーロッパ人の眼で観た』 春秋社、新版2008年
  - ※旧版は「タウト著作集」春秋社（全5巻）

他は『日本の藝術　ヨーロッパ人の眼で観た』、『建築・藝術・社会』、『日本の建築』
- 篠田英雄訳 『建築藝術論』 岩波書店。改版1962年、度々重版（「建築・芸術・社会」と同内容）
- 篠田英雄訳 『日本雑記』 中央公論新社〈中公クラシックス〉、2008年。新版再刊
- 篠田英雄編訳 『忘れられた日本』 中公文庫、2007年。新版再刊
- 篠田英雄訳 『日本美の再発見』 岩波新書旧赤版[注 10]。図版増補の単行版（沢良子編）、岩波書店、2019年
- 篠田英雄訳 『建築とは何か（正・続）』 鹿島出版会〈SD選書〉。長谷川堯解説
- 篠田英雄訳 『日本 タウトの日記 1933年-1936年』（岩波書店 全3巻、旧版は全5巻）
- 森儁郎〔トシオ〕訳 『日本文化私観 ヨーロッパ人の眼で見た』 講談社学術文庫
- 森儁郎〔トシオ〕訳 『ニッポン ヨーロッパ人の眼で見た』 講談社学術文庫。以上は各・新版
- 斉藤理訳 『新しい住居 つくり手としての女性』 中央公論美術出版、2004年
- 斉藤理訳 『一住宅』 中央公論美術出版、2004年
- 杉本俊多訳 『都市の冠』[108]  中央公論美術出版、2011年
- 沢良子監訳・落合桃子訳 『タウト建築論講義』 鹿島出版会、2015年

### 関連文献
- タウト撮影 『タウトが撮ったニッポン』 酒井道夫・沢良子・平木収編著、武蔵野美術大学出版局、2007年
- 田中辰明・柚本玲 『建築家ブルーノ・タウト 人とその時代、建築、工芸』 オーム社、2010年
- 田中辰明 『ブルーノ・タウトと建築・芸術・社会』 東海大学出版会、2014年
- 鈴木久雄 『ブルーノ・タウトへの旅』 新樹社、2002年 - タウトの足跡・建築物を自ら訪ねた記録
- 土肥美夫・生松敬三編訳 『ブルーノ・タウトと現代　「アルプス建築」から「桂離宮」へ』 岩波書店、1981年
- 土肥美夫 『タウト芸術の旅 アルプス建築への道　<旅とトポスの精神史>』 岩波書店、1986年
- 高橋英夫 『ブルーノ・タウト』 新潮社、1991年[109]（講談社学術文庫→ちくま学芸文庫で再刊）
- 宮元健次 『桂離宮　ブルーノ・タウトは証言する』 鹿島出版会、1995年
- 長谷川章 『ブルーノ・タウト研究　ロマン主義から表現主義へ』 ブリュッケ、2017年
- 長谷川章 『桂離宮のブルーノ・タウト』 工作舎、2022年
- 北村昌史 『ブルーノ・タウト 「色彩建築」の達人』 ミネルヴァ書房〈日本評伝選〉、2023年

### 展覧会図録
- 『ブルーノ・タウト　桂離宮とユートピア建築』 マンフレッド・シュパイデル監修、ワタリウム美術館編／オクターブ、2007年2月
- 『ブルーノ・タウト 1880-1938』 マンフレッド・シュパイデル、セゾン美術館（一條彰子、新見隆）編著、トレヴィル、1994年6月
- 『ブルーノ・タウトの工芸と絵画』 上毛新聞社出版局、群馬県立歴史博物館編、1989年4月
- 『建築家ブルーノ・タウトのすべて 日本美の再発見者　Bruno Taut　1880-1938』 タウト展委員会編、1984年
国立国際美術館・武蔵野美術大学〈生誕100年記念〉ヨーロッパ・日本巡回展図録
- 『ブルーノ・タウトの工芸 ニッポンに遺したデザイン』 庄子晃子監修・益永研司撮影、LIXIL出版、2013年。ブックレット

## 日本との関係
- 桂離宮と日光東照宮を対比させ、前者に日本の伝統美を見出し、『ニッポン』『日本美の再発見』などを著した。数寄屋造りの中にモダニズム建築に通じる近代性があることを評価し、日本人建築家に伝統と近代という問題について大きな影響を与えた。
- 日向別邸は熱海市に寄贈され、2005年から一般公開、2006年「旧日向家熱海別邸地下室」が重要文化財に指定された。日向別邸はもともと渡辺仁が設計した海を望む和風住宅であったが、地下室部分のインテリアがタウトに依頼された。
- 高崎市の少林山達磨寺にはブルーノ・タウトが暮らした住居（洗心亭）が残っている[110]。
- 渋谷駅前で忠犬ハチ公を見かけた際、存命中に銅像まで建ったその逸話に感嘆しつつも、自身が残した実績と裏腹に母国では社会的に抹殺された身であることを嘆いている。
- 群馬県高崎市の創造学園大学内にブルーノ・タウト資料館が2004年4月より設置され常設展示を行われていた。また「ブルーノ・タウト賞」が設けられた（4回まで）が、経営母体である堀越学園の経営悪化により、2010年8月に資料館は閉館され、展示品は岩波書店に返却された。
- イスタンブール郊外のベシクタシュ地区オルタキョイに、「タウト・ヴィラ」と呼ばれるタウトの自邸がある。引き戸など日本滞在中に知った日本建築のディテールが取り入れられていることから「ジャパン・ハウス」とも呼ばれている[111]。

### 注
1. ↑  タウトによると、「グラスハウス」はパウル・シェーアバルトの著書から影響を受けている[11]。
2. ↑  カール・レギーン（英語版）とは、ドイツの社会主義者の名前である。
3. ↑  タウトは、アインシュタインが名誉会長を務めたソヴィエト友好協会の会員でもあった[34]。
4. ↑  娘のエリザベートを通じて、ヒトラーがタウトを逮捕者リストに載せたことを知ったため、急遽パリへ逃亡した[35]。これは、エリザベートがフォン・ハマーシュタイン（ドイツ国防省の将官）の娘と親しかったので情報を得られたためである[35]。
5. ↑  元々上野らは、タウトが幻滅を感じるだろうと予想して、タウトに東照宮を見せる気はなかったようであるが、その事情を知らない斎藤寅郎と牧野正巳からの申し出を断ることができずに了承したものらしい[40]。上野らは、タウトをモダニズム建築家と見ていたのに対して、斎藤らはモダニズム建築ではなく表現主義の建築家、色彩の建築家と理解していた点が異なっていたらしい[41]。斎藤は、東照宮の建築様式は別にしても、その色彩なら気に入ってくれるのではないかと思ってタウトを案内したが、斎藤の予想とは逆の反応になった[42]。
6. ↑  タウトは滞日中、英語訳で『徒然草』『方丈記』『奥の細道』『源氏物語』などの古典文学を読んでいる[50]。
7. ↑  『日本美の再発見』と『日本 タウトの日記』は共に篠田英雄によって、それぞれ、1939年と1950年に、岩波書店から、『日本文化私観』は1936年に森儁郎(としお)の翻訳で明治書房より出版された[51]。『日本美の再発見』(原題は『日本美の再発見 建築学的考察』)は、桂離宮、伊勢神宮、白川郷の農家、秋田の民家などの建築に「最も単純な中に最高の芸術がある」典型であると称賛した本である[52]。支那事変開始から2年経過して戦時体制に染まっていた日本で、タウトが天皇家の文化をたたえる、伊勢神宮を褒める、神道を讃える本を出したことは当時の日本政府には好都合だった[52]。この本は岩波新書に加えられたことから広く読まれ、また国威発揚のために文部省推薦図書に指定(1939年9月)された[52][53]。
8. ↑  桂離宮の実測などによって、この頃には建築家たちは既に桂離宮のモダニズム的解釈が正しくないことを理解しており、世間の風説と専門家の間には大きな溝ができていた。
9. ↑  よく問題になったのが新御殿の一の間上段に設けられている所謂「桂棚」である。一の間上段は、これ自体がデザインに凝った造りになっているだけでなく、そこに設えられている「桂棚」は、違棚、袋棚、厨子棚から成る複雑な形状の棚で多くの銘木を使っている。モダニズム以前の観賞者達はこの棚を高く評価した[95]のに対して、モダニズム以後はこれを、技巧に走り簡素美を台無しにする瑕瑾であるとなじるか、単純に黙殺するようになった[96]。
10. ↑  巻頭は、1935年10月30日に国際文化振興会の依嘱で行われた講演記録「日本建築の基礎」